# صائد حيتان الخور
صائد حيتان الخور أو حوات الخور (الاسم العلمي Carcharhinus fitzroyensis)، نوع شائع من القرش الترابي وينتمي إلى فصيلة البنبكيات، موطنه في شمال أستراليا. يتردد على المياه الضحلة بالقرب من الشاطئ، بما في ذلك مصبات الأنهار. عادةً ما ينمو إلى 1.0-1.3 متر (3.3-4.3 قدم).